# 1732.
◄ | 17. stoljeće | 18. stoljeće | 19. stoljeće | ►
◄ | 1700-ih | 1710-ih | 1720-ih | 1730-ih | 1740-ih | 1750-ih | 1760-ih | ►
◄◄ | ◄ | 1729. | 1730. | 1731. | 1732. | 1733. | 1734. | 1735. | ► | ►►
Arhitektura • Astronomija • Biologija • Glazba • Kazalište • Kemija • Kiparstvo • Knjige • Književnost • Kršćanstvo • Medicina • Politika • Pravo • Promet • Slikarstvo • Znanost

## Rođenja
- 22. veljače – George Washington, prvi predsjednik SADa († 1799.)
- 31. ožujka – Joseph Haydn, austrijski skladatelj i dirigent († 1809.)

## Vanjske poveznice
|  | Zajednički poslužitelj ima još gradiva o temi 1732. |